# 剪刀手爱德华
是一部1990年由提姆·波頓执导、強尼·戴普主演的奇幻爱情电影。电影讲述一个名为爱德华的半成品人造人，他的双手被剪刀所取代。他住在一个與世隔絕的古堡中，当被带到文明社会后，与一个女孩子恋爱的爱情故事。参演电影的演员还有薇诺娜·瑞德、黛安娜·维斯特、安东尼·迈克尔·哈尔、凯茜·贝克、艾伦·阿金以及文森特·普萊斯.
波顿早在他小时居住在郊区伯班克的时候就设想出《剪刀手爱德华》这个故事。在《陰間大法師》（Beetlejuice）制作前期，卡罗琳·汤普森即被波顿雇用撰写爱德华剪刀手的剧本，并由二十世紀福斯制作和发行，取代以前的华纳兄弟公司。《剪刀手爱德华》在波顿导演的《蝙蝠侠》之后发行，并因此大获成功，确立他在好莱坞的地位。在约翰尼·德普出演该角色之前，汤姆·克鲁斯、汤姆·汉克斯、小勞勃·道尼、威廉·赫特也曾经是剪刀手这个角色的人选，另外剪刀手的发明家是专门给文森特·普赖斯所写的角色。
电影主要拍摄在佛罗里达的坦帕湾地区（Tampa Bay Area），并给当地带来600万的经济收入。爱德华的“剪刀手”是由斯坦·温斯顿设计并制作。电影同时也是作曲家丹尼·葉夫曼第四次和导演波顿合作创作电影原声音乐。电影《剪刀手爱德华》收到不错的评价，并在票房上十分成功。电影获得在奥斯卡、英国电影和电视艺术学院、土星奖等多项提名。伯顿和艾夫曼都认为这部电影对其个人来说是自己最喜爱的作品。

## 剧情
爱德华是一位发明家制造的半成品机器人，被发明家当作自己的儿子养大。正当发明家要完成爱德华，给他裝上手时，却因病突发而猝死，从此爱德华的双手只能保持剪刀的形状。当地的雅芳推销员帕戈·博格斯在连续推销产品失败后，来到山上的古堡，在那里她遇见爱德华，并将其带回自己的家中，认识帕戈的老公，儿子凯文和女儿金。
爱德华利用他的剪刀手把树木修剪得多姿多彩，这令帕戈的邻居感到好奇和兴奋，并且渐渐喜欢上这个小伙子。金的男友吉姆厌恶爱德华，时常找他的麻烦。吉姆为筹钱买车，让金出面劝说爱德华帮忙撬开吉姆父亲的房间拿钱，不料触发警报，爱德华被捕。虽然最终被保释，但邻居们从此开始怀疑起爱德华的人格，并对他产生反感。
圣诞节来临，爱德华在庭院制作冰雕。金看到爱德华雕刻时雪片满天的美景，情不自禁地跳起舞来。吉姆突然出现，爱德华不小心划破金的手，被吉姆借机攻击，愤而出走。金的弟弟凯文在回家路上险些被醉酒驾车的吉姆及其朋友撞倒，路过的爱德华将凯文救下，手忙脚乱之下却划伤凯文。赶来的邻居以为是爱德华加害凯文，立即报警。爱德华逃离村镇回到古堡，警察随后找到古堡，虚放3枪，對外宣布爱德华已死。
金追到古堡，与爱德华重逢。尾随金而来的吉姆突然现身，与爱德华厮打。爱德华为了保护金，錯手杀死吉姆，爱德华和金互相表白爱意，但事已至此，只能忍痛离别。金離開古堡，向前來搜捕爱德华的鎮民声称爱德华与吉姆已同歸於盡。自此之後，金与爱德华再也没有相见。
多年之后，年老的金向孙女讲述爱德华的故事，与此同时，古堡旁雪花飘落，爱德华仍在用冰雕刻着当年金在雪中翩翩起舞的形象。

## 演员
- 強尼·戴普 飾演 愛德華
- 薇诺娜·瑞德 飾演 金·博格斯
- 黛安娜·维斯特 飾演 帕戈·博格斯
- 亞倫·阿金 飾演 比爾·博格斯
- 安东尼·迈克尔·哈尔 飾演 吉姆
- 凯茜·贝克 飾演 喬伊斯
- 文森特·普萊斯 飾演 發明家

## 制作

### 缘起
《剪刀手爱德华》这个故事的灵感是起源于导演提姆·波頓十多岁时画的图画，表现他孤單及难以與他周围人沟通的心境。波顿当时时常感到寂寞，并很难得到持久的友谊。他说，“我常感到人们特意让我处于孤独之中，我也不确切为什么会有这个想法。”在《陰間大法師》前期制作时，波顿就让卡罗琳·汤普森去写剪刀手爱德华这个电影的剧本。波顿对汤姆森的小说《First Born》印象深刻，讲述的是一个流产胎儿的故事，波顿认为这和爱德华有同样的心理状态，有异曲同工之处。
波顿最初在华納兄弟制作该部电影，可是几个月后，华納兄弟将电影版权买给二十世紀福斯。福斯同意为汤姆森的小说投资并给予波顿完全的支持。在那时，电影给出的预算是8百万到9百万美元左右。当两位编剧编写故事的时候，他们从环球影业的恐怖片如《钟楼怪人》、《歌剧魅影》、《科学怪人》、《黑湖妖潭》、《金刚》等得到很多启发。波顿最初想把电影做成歌剧的形式，可是后来又打发这个想法。通过此片再加上前部成功的《蝙蝠侠》，导演波顿跻身于好莱坞导演的第一行列之中。

### 演員
薇諾娜·瑞德是第一個接觸這個劇本的演員，而黛安·韦斯特則是首先入選電影中帕戈角色的演員。波頓說：“戴安娜非常出色，她是第一個讀這個劇本的女演員，並對她的角色非常的支持，並對此很感興趣。”當為電影選擇愛德華這個角色時，福克斯公司堅持讓波頓選擇湯姆·克魯斯，而克魯斯認為電影的結局應該更圓滿一些。波頓曾與克魯斯交談過，不過為了更好的為影片著想，波頓沒有採用克魯斯作為電影的主演。湯姆·漢克斯因拍攝《走夜路的男人》而沒有檔期無法參演。另外小勞勃·道尼、威廉·赫特也表示過對角色的興趣，也被考慮過角色的入選人。
波頓最初與強尼·戴普並不太熟悉，當他看到戴普的《龍虎少年隊》出色演出後，決定下了戴普會是男主角的第一人選。在拍攝過程中，戴普還保持著《龍虎少年隊》的偶像形象之中，當他開始參演電影之後，他便重新樹立一個新的形象，並從情感上開始與故事中的愛德華開始交流。。在拍攝的過程中，戴普觀看了許多查理·卓別林的電影來學習用肢體語言而非對話與演員溝通。 而福斯非常擔憂愛德華的形象，於是在影片中把戴普用顏色很重的衣服包裹得很緊。凯茜·贝克的參演，在電影中飾演帕戈的鄰居，勾引愛德華使電影增加很多喜劇色彩。亞倫·阿金當他第一次讀到劇本的時候，他說：“有點困惑，直到我看到電影的佈景之後，我才想通，我真是佩服波頓的非凡想像力”。電影中發明家的角色是專門為文森特·普萊斯而寫的，波頓小時候就開始看普萊斯的電影，並在他們完成《文森特》電影之後成為好朋友。

### 摄制
伯班克原本是电影的拍摄地点，可是波顿认为那里和他小时候变化太大，所以就没有选择那里拍摄。最后选择佛罗里达州的卢茨作为拍摄地。电影的艺术设计师博·威尔士（Bo Welch）在设计时，将房屋粉刷成退色的样子，并缩小窗户的尺寸，使得更符合电影的场景。后来电影的拍摄给当地带来超过6百万美元的经济收入。
波顿雇来斯坦·温斯顿设计爱德华的“剪刀手”，他在之后曾为蝙蝠侠的企鹅人形象做过设计。另外戴普在电影中的装扮十分繁重，在拍摄过程要花去1小时40分钟去上装、打点。

### 音乐
《剪刀手爱德华》是导演提姆·波頓第四次与作曲家丹尼·葉夫曼合作。音乐的管弦乐队由79名音乐人组成。葉夫曼称《爱德华剪刀手》是他个人最好作品的缩影。此外，三首汤姆·琼斯的歌曲《It's Not Unusual》、《Delilah》以及《With These Hands》在电影中出现，这三首歌也是艾夫曼的作品。其中，《It's Not Unusual》於1996年出現在波頓的另一部作品《星戰毀滅者》。

## 主题
波顿通过剪刀手爱德华表现他的自我发现和孤独的心境。爱德华独自居住在古堡中，是一个未完成的产物，当他来到正常人之间后，经历人们对他好奇、欣赏、怀疑、鄙弃的全部过程，当他被人认为是一个邪恶产物的时候，爱德华无法与相爱的人在一起，只好再次回到古堡之中。愛德華與金的愛虽然沒有大團圓結局，但他們彼此仍心靈相通及掛念對方，並將純真的愛情永遠埋藏在心底。这齣电影完美塑造一个美丽的成人童话故事。

## 反响

### 票房
1990年12月7日，《剪刀手爱德华》在美国点映，于14日公映，电影在1372个院线放映一周票房共计$6,325,249，最后在北美的总票房收入为$56,362,352。全球总票房为8602万美元。对于一个预算为2000万电影，这是个相當巨大的成功。《纽约时报》评论说金与爱德华的化学效应非常真实，并且吸引大量的青年观众。

### 评价
《剪刀手爱德华》获得积极的评价，在烂番茄网站中，基於56篇專業影評文章，其中50篇給出「新鮮」的正面評價，「新鮮度」為89%，平均得分7.7分（滿分10分），Metacritic网站中在19个評論中，得到74分的评价。據CinemaScore調查，觀眾的平均評價於A+至F間落於「A-」。多数人评论该电影所讲述的成人的童话，是一个深入人心的欲爱无能的美丽传说，即使愿意与人交往可是却四处碰壁，锋利的双手让拥抱永远成为彼此共同的鸿沟。电影在探讨关于孤独、关于爱情、如果与人交往之时，给青年人上一个完美的课程。
《紐約時報》的珍妮特·瑪斯林（Janet Maslin）寫道：「波頓先生將令人驚嘆的聰明才智投入到重新創造非常小的事物中。」。
白駒過隙，《剪刀手愛德華》頂住時間的考驗，本片在爛番茄2022年發表的「有史以來最佳聖誕節電影」排行榜位居第16名。

### 榮譽
斯坦·温斯顿和維·尼爾获得奥斯卡最佳化妆奖的提名。艺术设计师博·威尔士（Bo Welch）获得英国电影和电视艺术学院的最佳艺术设计奖。同时形象设计师斯坦·温斯顿和維·尼爾也在英国电影和电视艺术学院获得提名，另外斯坦·温斯顿也获得视觉效果奖的提名。同时《剪刀手爱德华》获得雨果獎最佳戲劇表現獎，和土星奖最佳奇幻电影。电影的音乐制作葉夫曼获得格莱美奖的提名。
電影還被提名至2005年，由美國電影協會評選的AFI百年電影史電影配樂及2008年評選的AFI十大類型十大佳片，但皆未能獲選。

## 後續影響
2019年，本片與游戏《第五人格》联动。